# Râul Monoroștia
Râul Monoroștia este un curs de apă, afluent al râului Mureș. 